# Derio

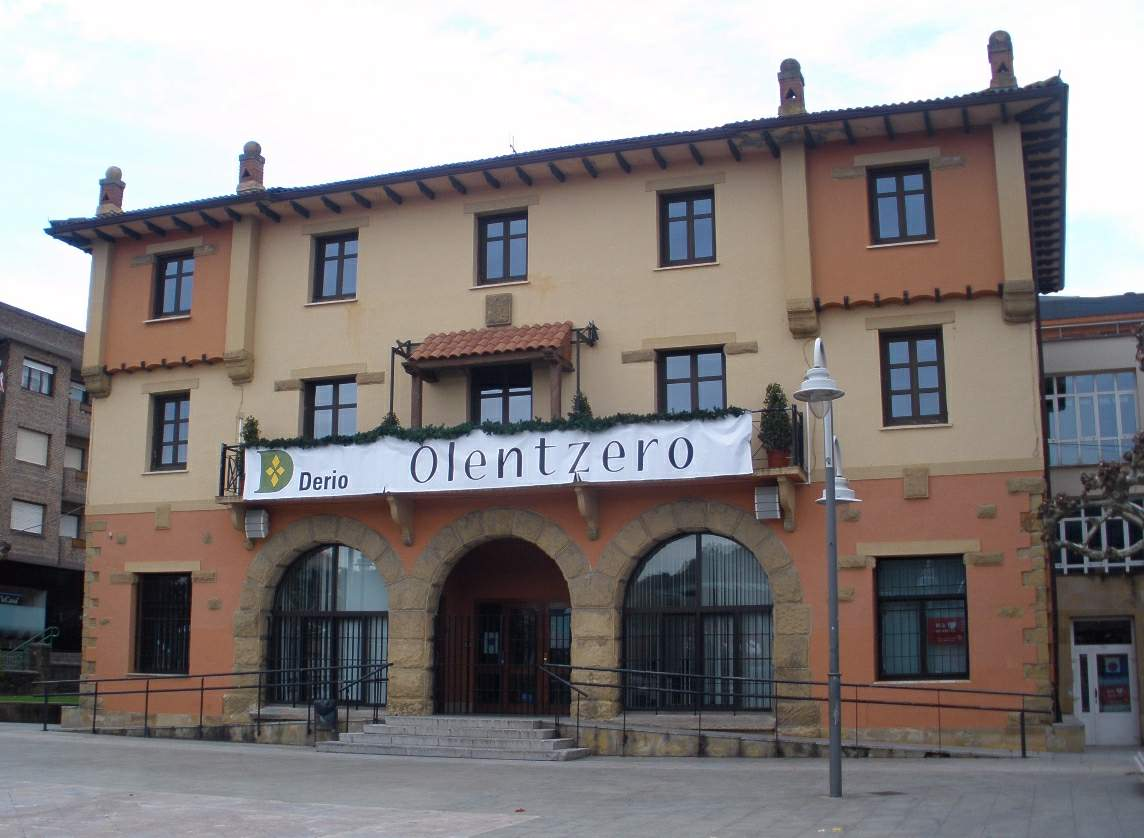
Mairie de Derio.

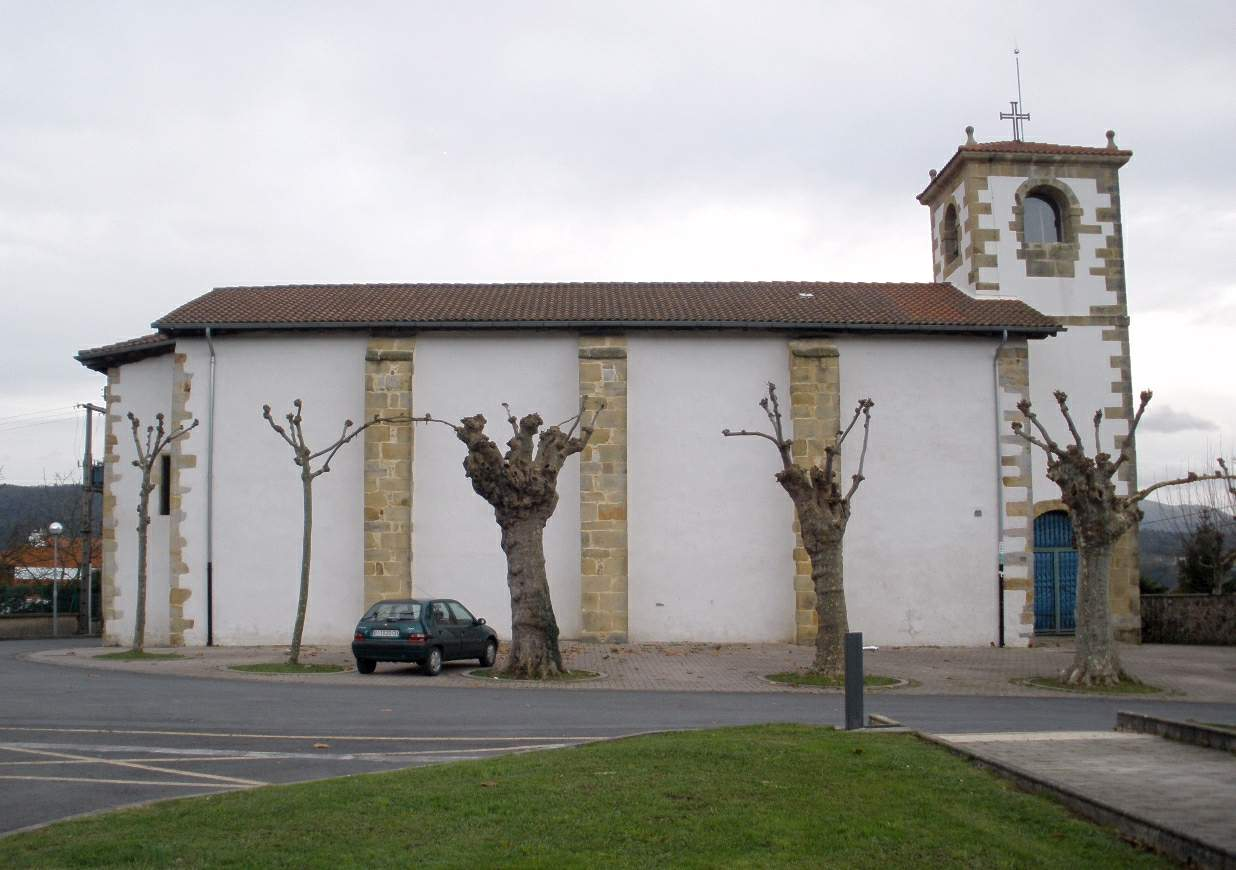
Église de San Cristóbal

Derio est une commune de Biscaye dans la communauté autonome du Pays basque en Espagne.

## Géographie

### Quartiers
Les quartiers de Derio sont San Esteban, Ugaldeguren (Santimami), Aldekone (San Isidro), Aranoltza (San Antolin), Arteaga et Elexalde.

### Sources
- (es)/(eu) Cet article est partiellement ou en totalité issu des articles intitulés en espagnol « Derio » (voir la liste des auteurs) et en basque « Derio » (voir la liste des auteurs).